# Ármannsfell (berg i Island, Norðurland vestra)
Ármannsfell är ett berg i republiken Island. Det ligger i regionen Norðurland vestra, 220 km nordost om huvudstaden Reykjavík. Toppen på Ármannsfell är 1 103 meter över havet.
Trakten runt Ármannsfell är nära nog obefolkad, med mindre än två invånare per kvadratkilometer. Trakten runt Ármannsfell är permanent täckt av is och snö.